# (26967) 1997 RZ7
1997 أر زد 7 (ويعرف أيضًا باسم (26967) 1997 أر زد 7 وفق تسمية الكوكب الصغير) (بالإنجليزية: 1997 RZ7)‏ هو كويكب ضمن حزام الكويكبات؛ وترتيبه 26967 من حيث الاكتشاف.
اكتُشف هذا الجُرم الفلكي بواسطة تاكيشي أوراتا ‏ في 4 سبتمبر 1997.

## وصلات خارجية
- (26967) 1997 RZ7 في قاعدة بيانات مختبر الدفع النفاث لأجرام النظام الشمسي الصغيرة

- الاكتشاف · مخطط المدار ·  العناصر المدارية · المعلمات المادية

- (26967) 1997 RZ7 على موقع ويكي سكاي: DSS2, SDSS, GALEX, IRAS, Hydrogen α, X-Ray, Astrophoto, Sky Map, Articles and images